# カヤタケ
カヤタケ（茅茸、学名: Infundibulicybe gibba）は、キシメジ科カヤタケ属（オオイヌシメジ属）に属する小型から中型のキノコ。従来カヤタケ属の学名はClitocybe（ハイイロシメジ属）とされていたが、2003年に本種を基準種とするInfundibulicybe属に変更された。傘が開くと、漏斗状に中央が窪むのでジョウゴタケともよばれている。地方により、アケボノシメジ（埼玉県）、サカヅキモタシ（秋田県）の地方名もある。食べるとおいしいが、ムスカリン類が検出されている。

## 分布・生態
北半球一帯の、林内の落葉上や草地の中。北日本に多い。
腐生菌。初秋から中秋にかけて、ブナ・カシ林内や雑木林の落葉上、草地の中に、散生したり群生したり、単生する。菌輪を作って並んで生えていることもある。

## 形態
子実体は傘と柄からなる。傘の径は4 - 8センチメートル (cm) 、大きなものは12 cmほどになる。傘ははじめ半球型で、そのあと中央部が窪んだ饅頭形（丸山形）になり、最終的にさらに反り返ってラッパ状か漏斗状になる。漏斗状のときの中央は大きく窪んでおり、その部分の肉は厚く、ほかの部分は薄い。
傘の表側は帯黄色から帯赤褐色、あるいは赤褐色から黄土色で、赤みが強いタイプと橙色が強いタイプがある。中央部は濃色で縁がやや淡く紫色を帯びることがあり、放射状で短く浅い溝線がある。若いうちは傘の縁に条線が現れる。中央部は繊維状鱗片におおわれる。平滑。
傘の裏側のひだは白色から黄白色で、柄に長く垂生につき、幅狭く密。胞子は6 - 7.5 × 4 - 4.5マイクロメートル (μm) で、白色。
柄は高さは3 - 5 cm。柄は傘と同色か淡く、上下同大か下方が太く、中実。基部に白色菌糸を綿毛状にまとう。つばやつぼはなし。肉は白色で、薄いがやや強靱で無味無臭。

## 利用
下処理をした後に、味噌汁、雑煮、すき焼き、天ぷら、けんちん汁などに合う。また、煮込み、ピクルス、マリネ、グラタン、ピザ、オムレツ、ホイル焼きなど、洋食に大いに合う。さらに中華スープ、油炒め、煮込む、あんかけなどの、中華料理にも合う。ポタージュ、コンソメ、コロッケ、チャーハン、ギョーザ、シュウマイなどでも食べられる。
食用とされてきたが、有毒成分を含むことがわかっている。毒成分としてムスカリン類が検出されているので、ムスカリン中毒の症状も確認されているため、注意は必要。

## 似ているキノコ
カヤタケは子実体の外見がドクササコ (Paralepistopsis acromelalga) という神経系統を冒す猛毒キノコに似るが、柄の中は肉が詰まっている。